# Verzorgingsplaats Tienbaan
Verzorgingsplaats Tienbaan is een Nederlandse verzorgingsplaats die ligt aan de A76 Geleen-Aken tussen afrit 7 en de Duitse grens, nabij Bocholtz en ligt in de gemeente Heerlen.
Bij de verzorgingsplaats is een tankstation van Shell aanwezig. Binnen het Shell-station bevindt zich een Deli2Go vestiging. 
Richting Aken: Tienbaan
Richting Brussel: Langveld